# Vodní dílo Inga

Mapa všech přehrad po dokončení

Vodní dílo Inga je soustava přehradních nádrží a hydroelektráren na dolním toku řeky Kongo nedaleko města Matadi v Demokratické republice Kongo. K výrobě elektrické energie jsou využívány peřeje Inga (součást systému Livingstonových vodopádů), překonávající převýšení 96 metrů.
Výstavba vodního díla začala v roce 1968 a v roce 1972 byla spuštěna první elektrárna Inga I, která má šest turbín a kapacitu 351 MW. V roce 1982 byla spuštěna Inga II s osmi turbínami a výkonem 1424 MW. Zároveň bylo vybudováno vedení vysokého napětí Inga-Shaba, dlouhé 1700 km a zásobující energií průmyslovou oblast okolo Lubumbashi. Zařízení provozuje státní firma Société nationale d'électricité.
V roce 2015 má započít výstavba nového kanálu, který bude zásobovat vodou elektrárnu Inga III, produkující až 4500 MW. Světová banka uvolnila na financování projektu 73 milionů dolarů. Následně se plánuje výstavba přehrady Grand Inga, která by byla největším vodním dílem světa a vyráběla by až 44000 MW. Většina energie by šla na vývoz, vzhledem ke katastrofálnímu stavu rozvodných sítí v Demokratickém Kongu, což je předmětem kritiky ze strany ekologických organizací, podle kterých se gigantická stavba stane bílým slonem.